# Salvatge i encantador
Salvatge i encantador (títol original: Wild and Wonderful) és una pel·lícula de comèdia estatunidenca de 1964 dirigida per Michael Anderson i protagonitzada per Tony Curtis i Christine Kaufmann. El guió tracta d'un caniche francès intel·ligent anomenat "Monsieur Cognac", i l'efecte del gos en la parella recent casada interpretada per Curtis i Kaufmann. La pel·lícula va ser coproduïda per Harold Hecht i Curtis, l'última de l'actor sota la seva llarga relació contractual amb Universal Studios. Està doblada al català.

## Argument
"Monsieur Cognac", un caniche mascle blanc, és una estrella de televisió i publicitat del París dels anys 60. El gos crea problemes matrimonials a la seva propietària Giselle quan es posa gelós del seu nou marit.

## Repartiment
- Tony Curtis com Terry Williams
- Christine Kaufmann com Giselle Ponchon
- Larry Storch com Rufus Gibbs
- Pierre Olaf com Jacquot
- Marty Ingels com Doc Bailey
- Jacques Aubuchon com Papa Ponchon
- Sarah Marshall com Pamela
- Marcel Dalio com Dr. Reynard
- Jules Munshin com Rousseleau
- Marcel Hillaire com Inspector Duviver
- Cliff Osmond com Hercule
- Fifi D'Orsay com Simone
- Vito Scotti com Andre
- Steven Geray com cambrer

## Recepció
La pel·lícula tenia sis escriptors acreditats, inclòs Waldo Salt, que aleshores encara estava treballant després d'anys a la llista negra de Hollywood i que, segons es diu, "odiava" la pel·lícula. En el seu obituari de 1999 per a Larry Markes, un altre dels escriptors acreditats, Dick Vosburgh, de The Independent, va comentar: "Als crítics els va costar acceptar que s'havien necessitat sis escriptors per crear la història tan fina d'un flautista de jazz el matrimoni del qual amb una estrella de cinema francesa està amenaçat pels trucs gelosos de Monsieur Cognac, el seu caniche francès neuròtic i alcohòlic". En el seu obituari per a Tony Curtis el 2010, el crític de cinema Dave Kehr va desestimar la pel·lícula com a "desastrosa", i va assenyalar que Curtis estava reconstruint la seva reputació després d'una aventura anterior amb Kaufmann, la seva coprotagonista a Wild and Wonderful, i el divorci posterior. de Janet Leigh.